# Sahara (film, 2017)
Sahara je francouzsko-kanadský animovaný film z roku 2017, který režíroval Pierre Coré. Snímek měl světovou premiéru na filmovém festivalu v Alpe-d'Huez dne 18. ledna 2017.

## Děj
Film sleduje příběh hada Ajara a jeho kamaráda štíra Pitta, kteří se rozhodnou zkusit štěstí v nedaleké oáze, kde žije vyšší vrstva saharské pouště, a najít Evu, krásnou zelenou hadí samici, do které se Ajar bláznivě zamiloval. Tím začínají jejich dobrodružství, která je zavedou přes poušť v honbě za láskou.

## Dabing postav
| Omar Sy                  | Ajar           |
| Louane Emera             | Eva            |
| Franck Gastambide        | Pitt           |
| Vincent Lacoste          | Gary           |
| Ramzy Bedia              | Chef Chef      |
| Clovis Cornillac         | Král světlušek |
| Jean Dujardin            | George         |
| Grand Corps Malade       | Omar           |
| Reem Kherici             | Alexandrie     |
| Jonathan Lambert         | Michael        |
| Sabrina Ouazani          | Alexandra      |
| Marie-Claude Pietragalla | Pietra         |
| Mathilde Seigner         | Rita           |
| Michaël Youn             | scink obecný   |
| Roschdy Zem              | Saladin        |

## Ocenění
- César: nominace na nejlepší animovaný film